# 2016年シリア人民議会選挙
2016年シリア人民議会選挙（2016ねんシリアじんみんぎかいせんきょ）は、シリア・アラブ共和国における立法府である人民議会（定数250）の議員を選出するために2016年4月13日に投票が行われた選挙である。実際にはシリア内戦のさなか、バッシャール・アル＝アサド政権の支配地域のみで選挙が行われ、反体制派が選挙をボイコットしたこともあり、アサド政権与党のアラブ社会主義バアス党（BASP）が圧勝した。

## 選挙に至る経緯

前回・2012年の人民議会選挙結果:
国民進歩戦線
自由変革人民戦線
無所属

シリアではアラブの春に端を発した内戦が2011年より続いており、アサド政権派、反アサド体制派、ISILだけでなく欧米諸国も巻き込んだ戦いに発展していたが、2016年2月22日にアメリカ合衆国のバラク・オバマ大統領とロシアのウラジーミル・プーチン大統領が電話会談し、2月27日より停戦することで合意したことが発表された。
その直後、アサド大統領は4月13日に人民議会選挙を行う大統領令を発し、国営放送によって伝えられた。シリアでは2012年5月以来約4年ぶりの立法府選挙であり、同時に各県に割り当てられる議席数も発表された。しかし、国際連合が主導する和平協議が進行している最中での選挙であり、予定では2016年1月の交渉開始から1年半以内に新憲法制定と選挙を行うこととなっていた。
反体制派は、この選挙はアサド政権が交渉を有利にすすめるためのものであるとして批判。3月には選挙ボイコットを呼びかけた。また、反体制主流派の最大組織である高等交渉委員会(HNC、High Negotiation Committee)は、選挙は違法であるとした。
反体制派やイギリス、フランスなど西側諸国が選挙には正当性がないと批判する中、選挙は予定どおり4月13日にシリア全土のうち約3分の1、約6割の人口が居住する、アサド政権の支配地域のみで行われた。当日は約7,200か所の投票所が設置された。

## 基礎データ
- 投票日：2016年4月13日
- 総定数：250議席
- 立候補者数：約3,500人[7]
- 有権者：883万人[8]
- 投票数：509万人[8]
- 投票率：57.56％[8]

### 選挙区
| 選挙区           | 議席数 |
| ---------------- | ------ |
| ダマスカス県     | 29     |
| ダマスカス郊外県 | 19     |
| アレッポ         | 20     |
| アレッポ県       | 32     |
| ホムス県         | 23     |
| ハマー県         | 22     |
| ラタキア県       | 17     |
| イドリブ県       | 18     |
| タルトゥース県   | 13     |
| ラッカ県         | 8      |
| デリゾール県     | 14     |
| ハサカ県         | 14     |
| ダルアー県       | 10     |
| スワイダー県     | 6      |
| クネイトラ県     | 5      |
| 合計             | 250    |

出展：President Assad calls for parliamentary elections next April (Al Masdar News)

## 選挙結果
選挙結果は4月16日に発表され、事前の予想通り、アサド率いるバアス党を中心とした与党連合が約8割を占める200議席以上を獲得した。
| 党派                  | 党派                           | 議席 |  |
| ■ 国民進歩戦線（NPF） | アラブ社会主義バアス党         | 172  |  |
| ■ 国民進歩戦線（NPF） | シリア社会民族党               | 7    |  |
| ■ 国民進歩戦線（NPF） | シリア共産党（バクダーシュ派） | 3    |  |
| ■ 国民進歩戦線（NPF） | 社会主義連合                   | 2    |  |
| ■ 国民進歩戦線（NPF） | アラブ社会主義連合             | 2    |  |
| ■ 国民進歩戦線（NPF） | シリア共産党（統一派）         | 1    |  |
| ■ 国民進歩戦線（NPF） | 国家誓約運動                   | 1    |  |
| ■ 国民進歩戦線（NPF） | 無所属（NPF支持派）            | 12   |  |
| ■ 国民進歩戦線（NPF） | NPF 小計                       | 200  |  |
| ■ 無所属              | ■ 無所属                       | 50   |  |